# Châteaubleau
Châteaubleau település Franciaországban, Seine-et-Marne megyében. Lakosainak száma 363 fő (2022. január 1.). Châteaubleau Saint-Just-en-Brie, Vanvillé, Vieux-Champagne, La Croix-en-Brie és Maison-Rouge községekkel határos.

## Népesség
A település népességének változása:
| Lakosok száma | 349  | 359  | 366  | 361  | 361  | 358  | 360  | 361  | 363  |
|               | 2013 | 2015 | 2016 | 2017 | 2018 | 2019 | 2020 | 2021 | 2022 |